# سفدی‌نیر
سفدی‌نیر(به انگلیسی: Cefdinir)، که با نام تجاری Omnicef فروخته می‌شود، یک آنتی‌بیوتیک است که برای معالجه ذات الریه، عفونت گوش میانی، گلودرد استرپتوکوکی و سلولیت مورد استفاده قرار می‌گیرد. این دارو ارجحیت کمتری در درمان افراد مبتلا به سینه پهلو، عفونت گوش میانی و گلودرد استرپتوکوکی که ممکن است حساسیت شدید به پنی سیلین داشته باشند، دارد. سفدی‌نیر به صورت خوراکی تجویز می‌شود.
عوارض جانبی شایع شامل اسهال، حالت تهوع و بثورات پوستی است. عوارض جانبی جدی‌تر ممکن است شامل انتروکولیت با غشای کاذب، آنافیلاکسی و سندرم استیونز-جانسون باشد. اعتقاد بر این است که استفاده در دوران بارداری و شیردهی بی خطر است اما به خوبی مورد مطالعه قرار نگرفته‌است. این دارو یک سفالوسپورین نسل سوم است و با اختلال در توانایی باکتری در ایجاد دیواره سلولی، منجر به مرگ آن می‌شود. 
در سال ۱۹۷۹ ثبت اختراع شد و در سال ۱۹۹۱ برای مصارف پزشکی تایید شد. به عنوان داروی ژنریک در دسترس است.  در سال ۲۰۱۶ این دارو ۲۲۸مین داروی تجویز شده در ایالات متحده با بیش از ۲ میلیون نسخه بود. 

## سنتز

سنتز سفدی‌نیر: بهبود یافته: